# 群馬県道2号前橋館林線
群馬県道2号前橋館林線（ぐんまけんどう2ごう まえばしたてばやしせん）は、群馬県前橋市から館林市に至る県道（主要地方道）である。

## 概要
本路線は、前橋市中心部から伊勢崎市、太田市の中心部を通過して終点の館林市へと至る。また群馬県内の都市間連絡道路として国道50号、国道354号とともに重要な道路である。そのため交通量も全線に渡って多いが、車線数は駒形バイパス区間と太田市中心部の国道407号との重複部分が4車線になっている以外はほとんど2車線であるため、渋滞が多発する。なお各市街地中心部では道幅が狭く、かつ歩道も細い箇所が多い。
太田市・竜舞東交差点から館林市・北成島町交差点までは、国道122号と重複する。かつて太田市東本町交差点 - 竜舞町の現道合流（竜舞東交差点付近）の区間は国道122号の一部であったが、現道である太田バイパスが開通してからは県道2号に降格となった。
群馬県道としては総延長が49 kmと分断区間のない県道としては1番長い路線である。

### 路線データ
- 起点 : 群馬県前橋市本町三丁目7番1地先（本町三丁目交差点＝国道50号交点）[1]
- 終点 : 群馬県館林市緑町二丁目21番10地先（緑町交差点＝国道354号・群馬県道7号佐野行田線・群馬県道366号江口館林線交点）[1]
- 重要な経過地：伊勢崎市[2]、太田市[2]
- 総延長 : 49.1616 km[3]
- 実延長 : 39.4751 km[3]

## 歴史
かつては前橋古河線を名乗ったが、1993年（平成5年）に館林市赤土町から茨城県古河市まで間の道路が国道354号に昇格したため、現在の名称に変更された。

### 年表
- 1920年（大正9年）4月1日：前橋市 - 館林町（当時）間を「前橋館林線」として群馬県道に指定[4]
- 1954年（昭和29年）8月10日：群馬県道「前橋館林線」を廃止[5]、新たに前橋市 - 邑楽郡海老瀬村（現・板倉町）茨城県境までを「前橋古河線」として県道指定[6]
- 1993年（平成5年）4月1日：群馬県より、県道前橋館林線（前橋市 - 伊勢崎市 - 太田市 - 館林市、整理番号70）として路線認定される[2]。
  - 館林市 - 古河市間が国道354号に昇格したことに伴い、区間・名称が現状に変更となる。（実際には1920年の県道指定時の形に戻る）
  - 同日、前身にあたる群馬県内の県道前橋古河線（前橋市 - 伊勢崎市 - 館林市 - 〈茨城県古河市〉、整理番号2）を廃止[7]。
- 1993年（平成5年）5月11日：建設省から、県道前橋古河線が前橋館林線として主要地方道に指定される[8]。

## 路線状況

### 通称・バイパス
- 古河街道
- 松並木（前橋市天川大島町付近）
- 駒形バイパス（前橋市上大島町 - 伊勢崎市連取町・連取町交差点）
- 太田県道（伊勢崎市内）
- 本町通り（伊勢崎市本町地内）
- 伊勢崎県道（太田市内）
- スバル通り（太田市内）
- 本町通り（太田市東本町・本町・西本町地内）
- 東国文化歴史街道（太田市東本町・東本町交差点 - 館林市北成島町・北成島町交差点）
- 館林線

### 重複区間
- 群馬県道293号香林羽黒線（伊勢崎市下植木町・下植木町交差点 - 日乃出町・工業団地入口交差点）
- 群馬県道332号桐生新田木崎線（太田市新田市野井町・反町薬師入口交差点 - 新田村田町・新田村田町交差点）
- 国道407号（太田市東本町・東本町十字路交差点 - 東本町交差点）
- 国道122号（現道） （太田市龍舞町・竜舞東交差点[注釈 3] - 館林市北成島町・北成島町交差点）
- 群馬県道57号館林藤岡線（館林市本町2,3丁目・館林駅入口交差点 - 本町4丁目/新宿1丁目・新宿一丁目交差点）
- 群馬県道7号佐野行田線（館林市松原1丁目・松原一丁目交差点 - 終点）[注釈 4]

### 高根跨線橋
高根跨線橋は、群馬県館林市北成島町/高根町/大街道2丁目にある東武伊勢崎線をまたぐ跨線橋である。群馬県道2号前橋館林線に属しており、国道122号と群馬県道8号足利館林線を間接的に結ぶ。

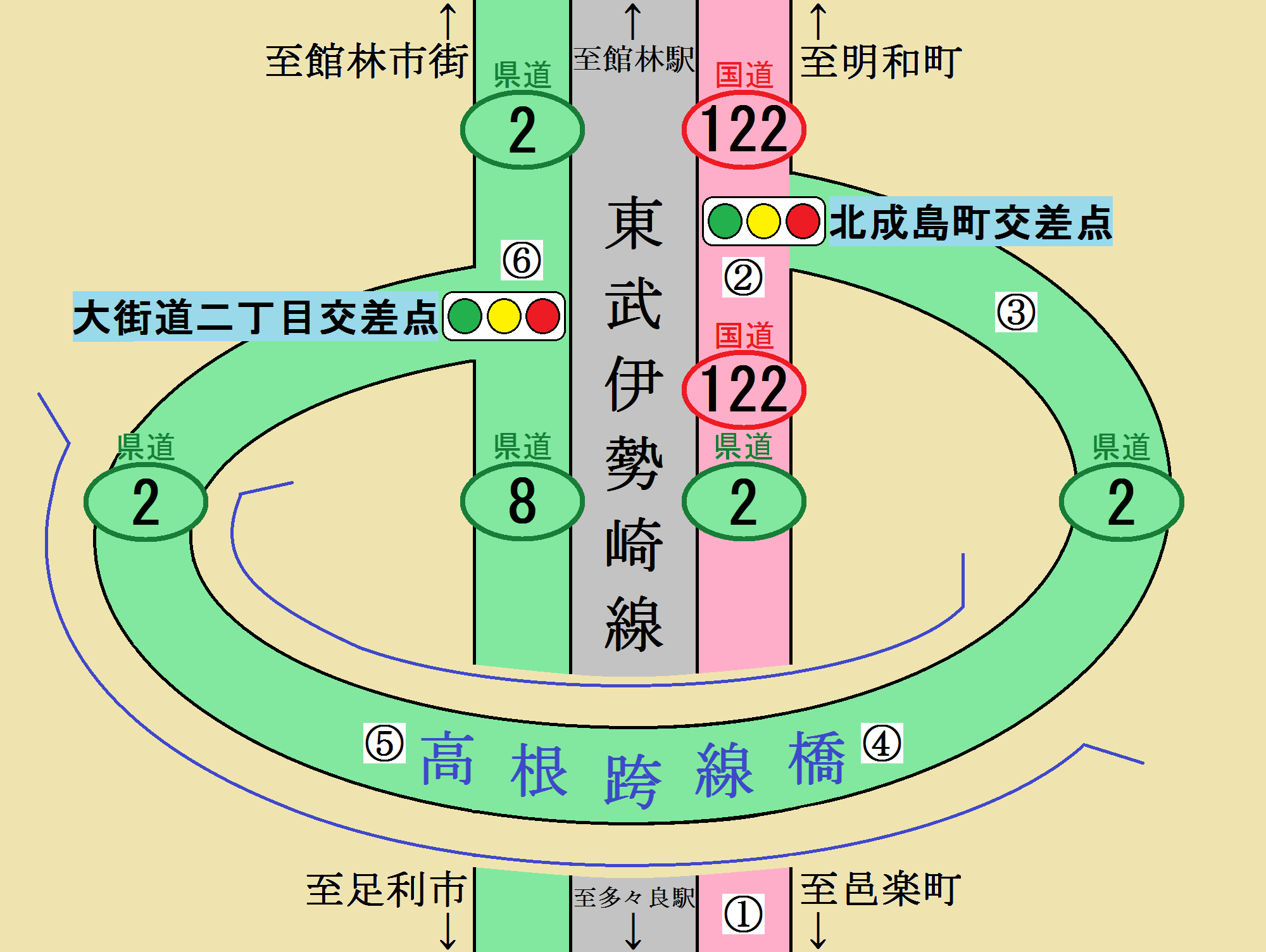
高根跨線橋・簡略図（2015年7月作成）

高根跨線橋を経由した群馬県道2号前橋館林線のルート（起点→終点方向）は以下のとおりである。なお以下の (1)〜 (6) は図中に示した (1)〜 (6) に対応する。
1. 国道122号と重複している県道2号は、高根跨線橋の下を通過する。
2. 北成島町交差点にて右折する。太田市・竜舞東交差点から邑楽町、館林市と重複してきた国道122号とはここで別れるかたちとなる。
3. 道路は時計回り方向に進み、高根跨線橋へと至る。
4. 高根跨線橋により先ほど通過した国道122号（県道2号が重複）、東武伊勢崎線、県道8号をまたぐ。
5. 時計回り方向に進みながら跨線橋を下る。
6. 突き当りの大街道二丁目交差点を左折し、館林市街へと至る。大街道二丁目交差点は県道8号の終点であり、県道2号はここで県道8号と交差する。

### 橋梁
前橋市
- 天薹橋（端気川、文京町4丁目）
- 天大橋（広瀬川、文京町4丁目 - 天川大島町）
- 南勢多橋（広瀬川、下大島町）
- 清水橋（清水川、小屋原町）
- 新小屋原橋（広瀬川、小屋原町）

伊勢崎市
- 新開橋（広瀬川、若葉町 - 曲輪町/三光町）
- 殖蓮橋（粕川、下植木町 - 日乃出町）
- 早川橋（早川、境上渕名）

太田市
- 石田川橋（石田川、新田大根町）
- 稲荷橋（高寺川、新田小金井町 - 脇屋町）
- 八幡河原橋（蛇川、藤阿久町）
- 永盛橋（八瀬川、西本町 - 本町）
- 休泊橋（休泊川、内ケ島町 - 下小林町）

邑楽町
- 琵琶橋（藤川用水、中野）

館林市
- 沼橋（多々良川、日向町 - 高根町）
- 鶴生田橋（鶴生田川、本町3丁目 - 本町4丁目）

## 地理

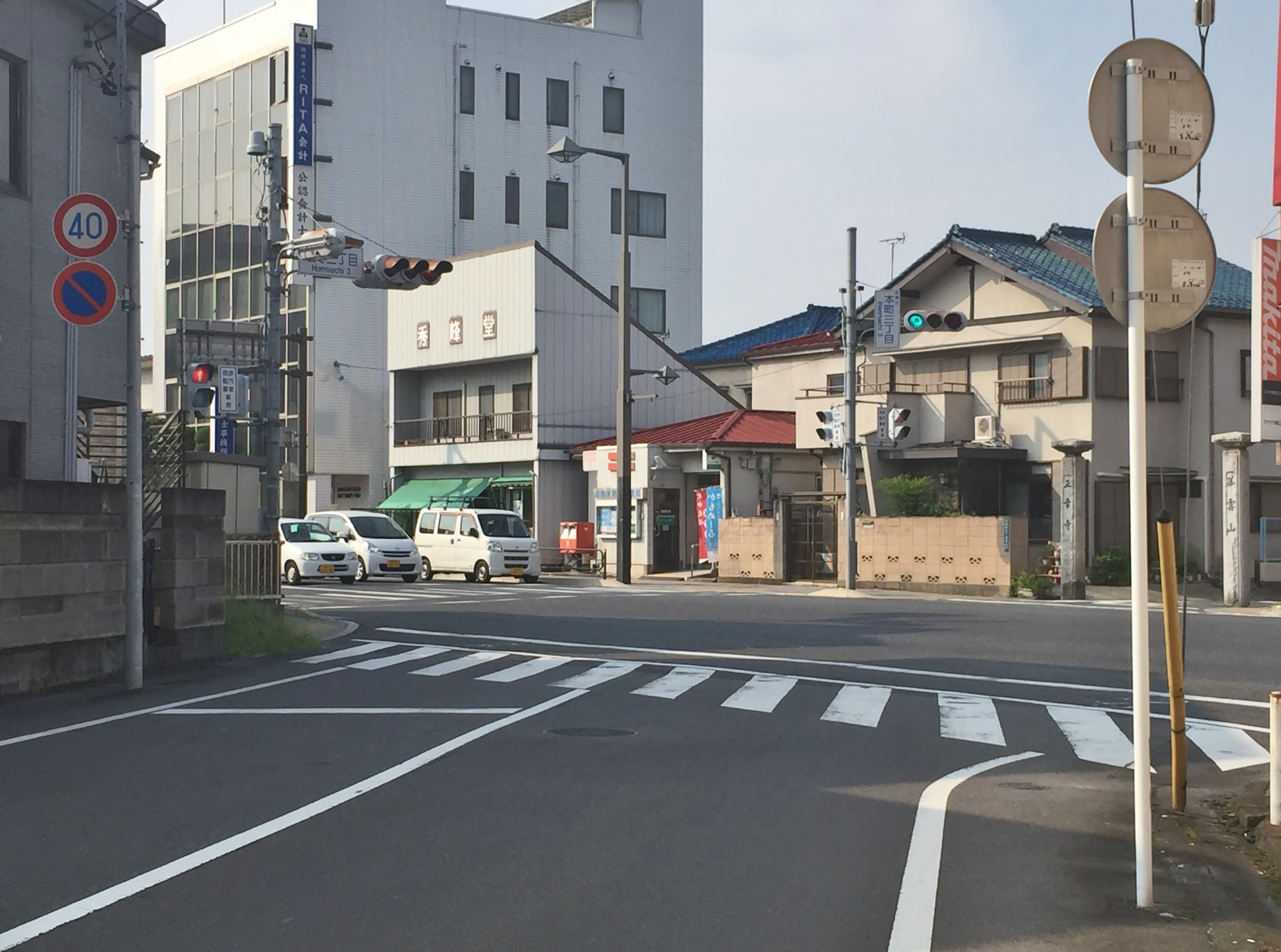
前橋市・本町三丁目交差点
（起点、2015年8月）

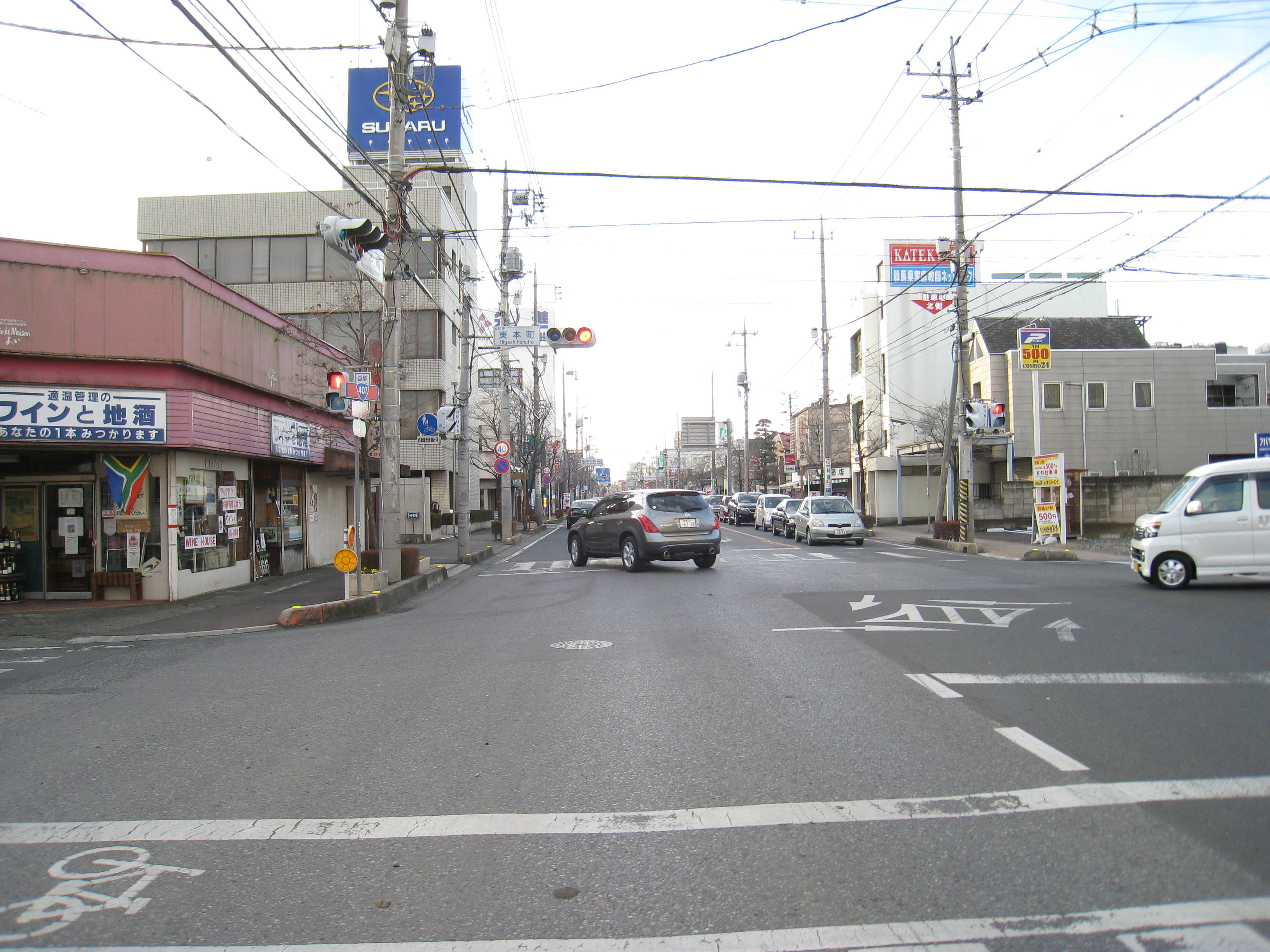
太田市・東本町交差点
起点方向を望む。写真奥（西）方向が県道2号（至伊勢崎市）・国道407号、写真右（北）が国道407号、写真手前（東）が県道2号（至邑楽町）、写真左（南）が市道である。

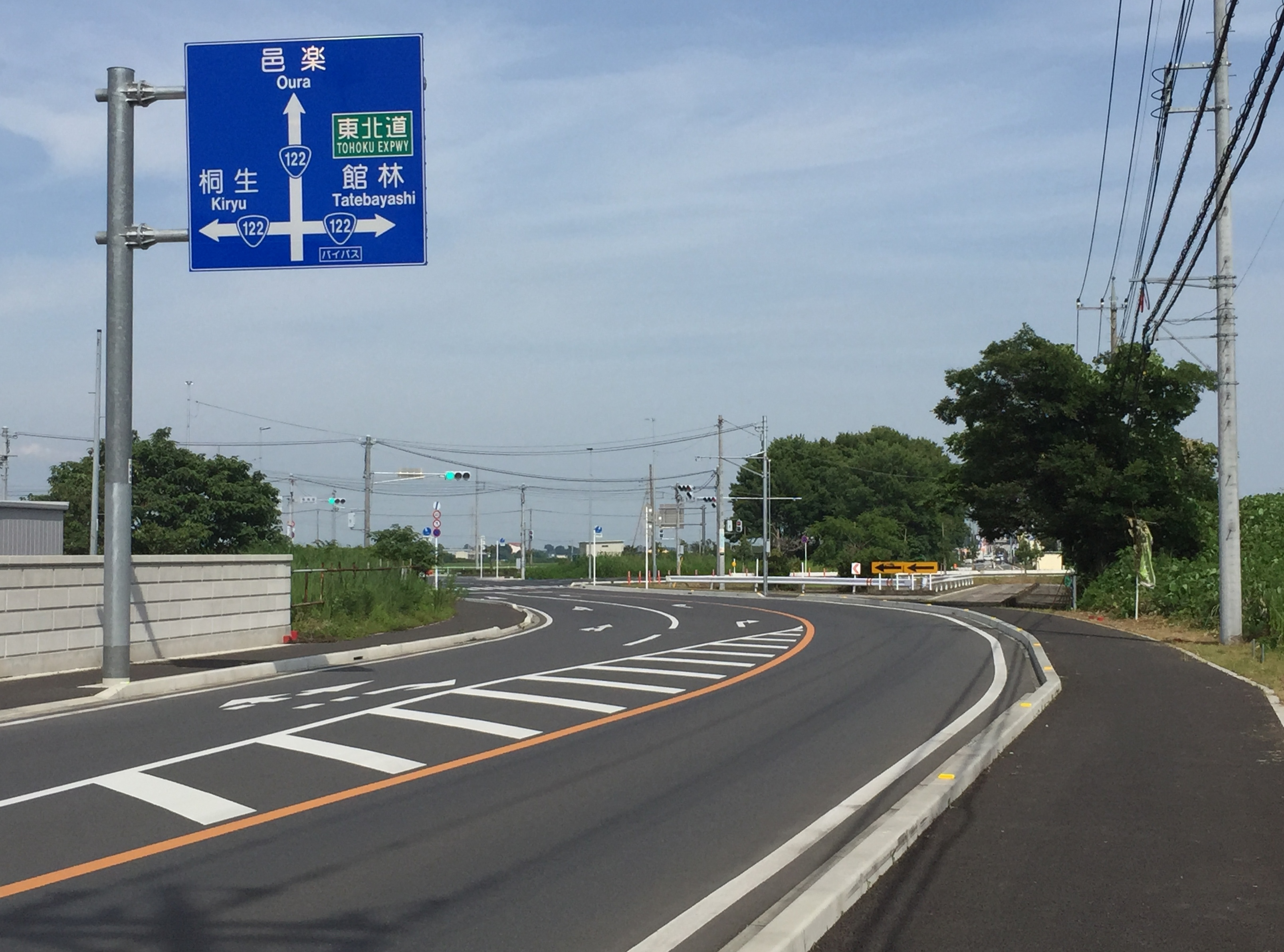
太田市・竜舞東交差点
（龍舞町、2015年7月）
終点方向を望む。写真左手前方向が県道2号、写真左が国道122号現道、写真右が国道122号新道、写真右奥が県道2号・国道122号現道である。

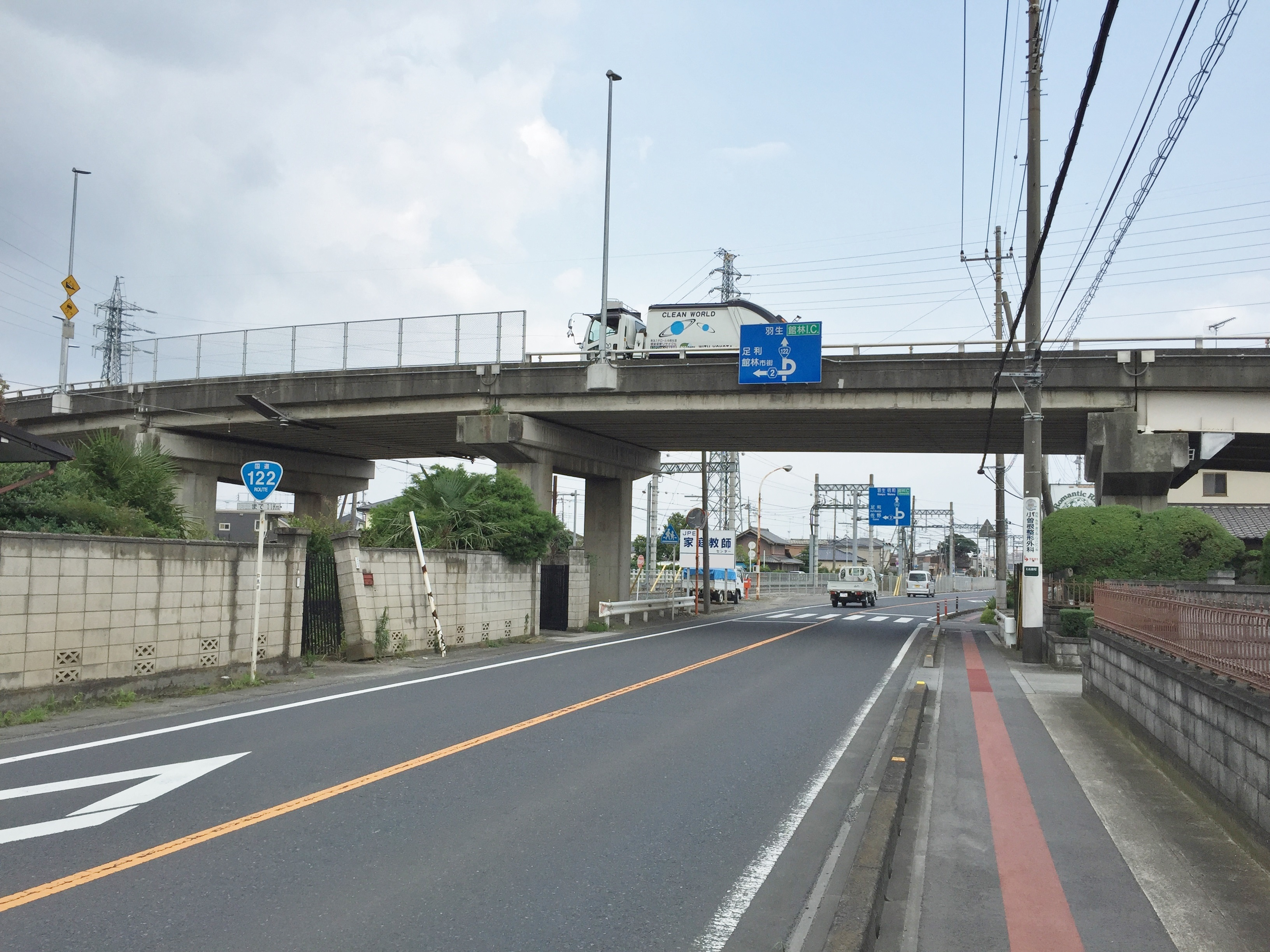
館林市・高根跨線橋
（北成島町、2015年6月）
県道2号・国道122号の2路線は高根跨線橋（県道2号）の下を通過する

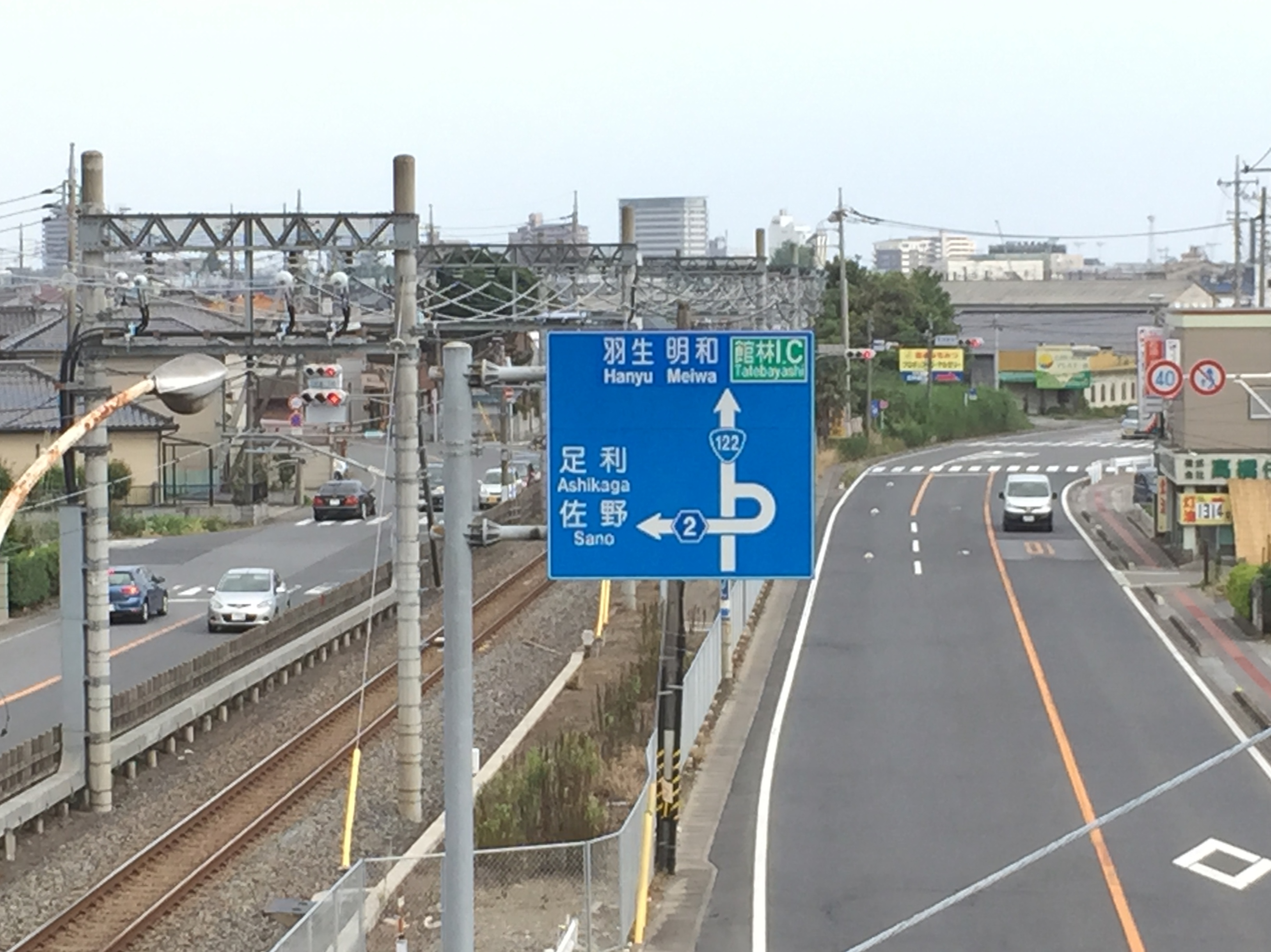
高根跨線橋より東武伊勢崎線（南東方向）を望む（2015年6月）
伊勢崎線の右側には北成島町交差点（国道122号と交差）、左側には大街道二丁目交差点（県道8号と交差）がある

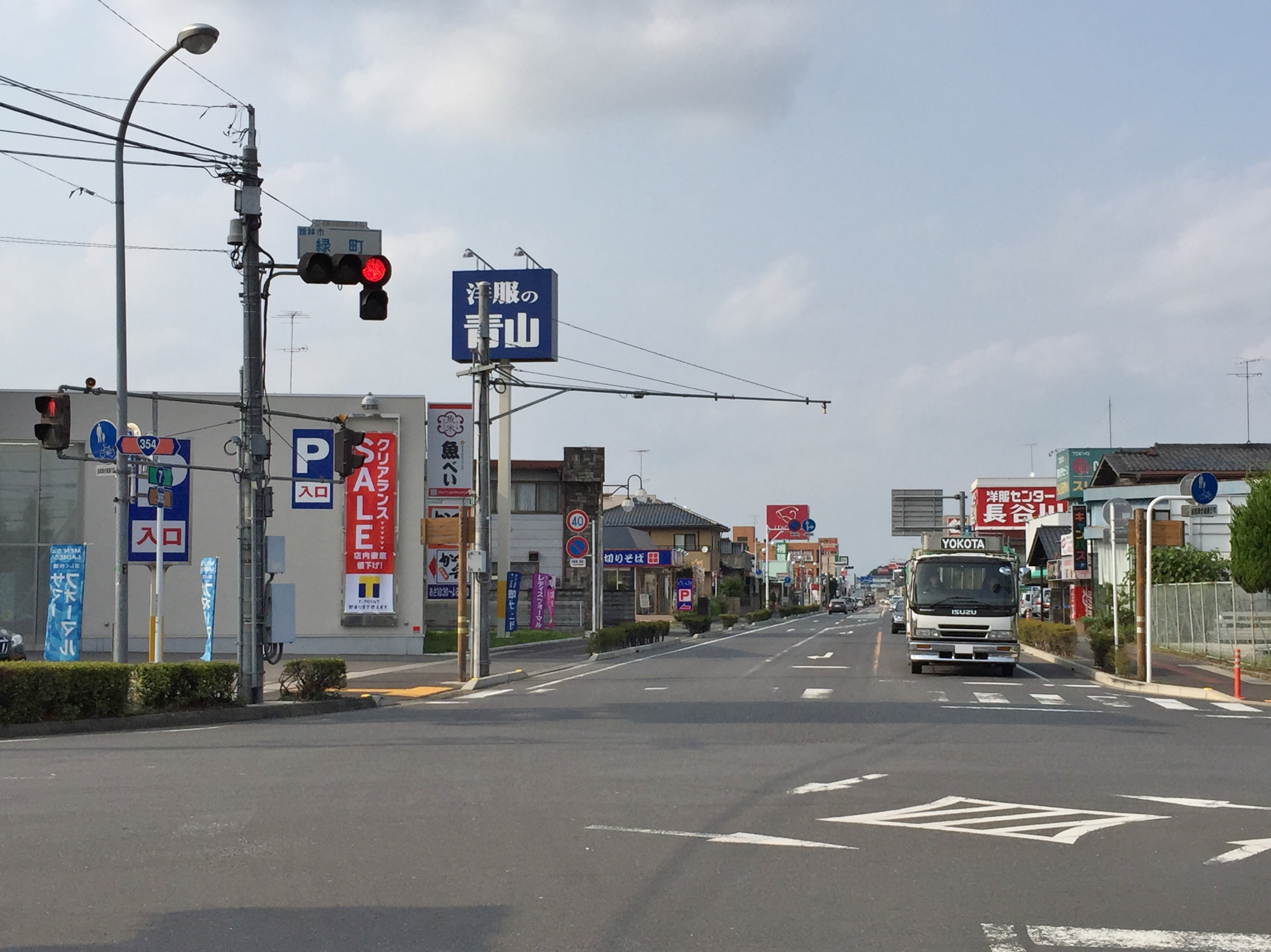
館林市・緑町交差点
（終点、2015年6月）
正面方向が県道2号である。松原一丁目交差点から終点まで県道7号と重複している。

### 通過する自治体
- 前橋市
- 伊勢崎市
- 太田市
- 邑楽郡邑楽町
- 館林市

### 交差する道路
前橋市
- 群馬県道40号藤岡大胡線（小屋原町・小屋原陸橋交差点）
- 北関東自動車道（駒形町・駒形インターチェンジ）

伊勢崎市
- 群馬県道74号伊勢崎大胡線（連取町・連取本町交差点）
- 群馬県道75号伊勢崎停車場線（本町・本町二丁目交差点）
- 群馬県道14号伊勢崎深谷線・群馬県道68号桐生伊勢崎線（本町・本町四丁目交差点）
- 国道462号（東本町・東本町交差点）
- 群馬県道293号香林羽黒線（下植木町・下植木町交差点）
- 群馬県道293号香林羽黒線（日乃出町・工業団地入口交差点）
- 国道17号（上武道路）（境上渕名・上渕名上武道下交差点）
- 群馬県道291号境木島大間々線（境上渕名・境上渕名交差点）

太田市
- 群馬県道315号大原境三ツ木線（新田大根町・新田大根町交差点）
- 群馬県道69号大間々世良田線（新田大根町/新田金井町・新田金井十字路交差点）
- 群馬県道322号新田市野井線（新田市野井町）
- 群馬県道332号桐生新田木崎線（新田市野井町・反町薬師入口交差点）
- 群馬県道332号桐生新田木崎線（新田村田町・新田村田町交差点）
- 群馬県道323号鳥山竜舞線（藤阿久町・藤阿久北交差点）
- 群馬県道78号太田大間々線（西本町・太田合同庁舎東交差点）
- 群馬県道312号太田境東線（西本町）
- 群馬県道301号妻沼小島太田線（西本町・西本町交差点）
- 群馬県道321号金山城址線（本町・本町交差点）
- 国道407号・群馬県道341号太田熊谷線（東本町・東本町十字路交差点）
- 群馬県道317号太田停車場線（東本町・太田駅入口交差点）
- 国道407号（東本町・東本町交差点）
- 群馬県道313号太田大泉線（東本町/スバル町）
- 群馬県道323号鳥山竜舞線（龍舞町・竜舞交差点[注釈 5]）
- 群馬県道256号竜舞山前停車場線（龍舞町・竜舞西交差点）
- 群馬県道38号足利千代田線（龍舞町・竜舞十字路交差点）
- 国道122号（現道）、国道122号（新道：八重笠道路）（龍舞町・竜舞東交差点[注釈 3]）

邑楽町
- 群馬県道152号赤岩足利線（中野・大根村交差点）
- 群馬県道20号足利邑楽行田線（中野・中野向地交差点）
- 群馬県道278号中野福居線（中野・いかつち交差点）

館林市
- 群馬県道371号多々良停車場線（日向町）
- 国道122号（現道）（北成島町・北成島町交差点）
- 群馬県道8号足利館林線（北成島町/大街道2丁目・大街道二丁目交差点）
- 群馬県道223号寺岡館林線（大街道一丁目）
- 群馬県道57号館林藤岡線・群馬県道370号館林停車場線（本町2,3丁目・館林駅入口交差点）
- 群馬県道57号館林藤岡線（本町4丁目/新宿1丁目・新宿一丁目交差点）
- 群馬県道7号佐野行田線・群馬県道304号今泉館林線・群馬県道365号板倉籾谷館林線（松原1丁目・松原一丁目交差点）
- 国道354号・群馬県道7号佐野行田線・群馬県道366号江口館林線（終点）

### 沿線にある施設など
前橋市
- 前橋市立中川小学校（三河町2丁目）
- 前橋駅（JR両毛線）（表町2丁目）
- けやきウォーク前橋（文京町2丁目）
- 前橋市立天川小学校（文京町3丁目）
- 前橋市立第五中学校（文京町3丁目）
- 前橋天川自動車教習所（天川大島町）
- 東前橋工業団地（木工団地）（天川大島町/上大島町）
- 前橋大島駅（JR両毛線）（天川大島町）
- ロイヤルタウンみずき野（下大島町にある住宅団地）
- ガーデン前橋（小屋原町）
- 駒形駅（JR両毛線）（小屋原町）

伊勢崎市
- 伊勢崎オートレース場（宮子町）
- スーパーモールいせさき（宮子町）
- 伊勢崎市民病院（連取町/連取本町）
- 伊勢崎市立北小学校（曲輪町）
- 相川考古館（三光町）
- 群馬県立伊勢崎工業高等学校（中央町）
- 新伊勢崎駅（東武伊勢崎線）（中央町）
- 伊勢崎佐波第一工業団地（粕川町/日乃出町/境伊与久）
- 伊勢崎・東第二流通団地（日乃出町/三室町）
- 境共同トレーニングセンター（境上渕名）
- 境北部工業団地（境東新井/太田市新田上中町）

太田市
- 太田市立綿打小学校（新田上田中町）
- 群馬にった自動車教習所（新田市野井町）
- ニコモール新田（新田市野井町）
- 新田東部工業団地（新田小金井町/脇屋町）
- 太田地区総合地方卸売市場（新野町）
- 太田記念病院（大島町）
- 群馬県立太田女子高等学校（八幡町）
- 群馬県立太田高等学校（西本町）
- 太田市立太田小学校（本町）
- 太田駅（東武伊勢崎線・桐生線・小泉線）（東本町）
- SUBARU（旧・富士重工業）群馬製作所本工場（スバル町）
- ぐんま国際アカデミー中等部・高等部（内ケ島町）
- 内ケ島団地（内ケ島町）
- 竜舞駅（東武小泉線）（龍舞町）
- 八重笠沼（八重笠町）

館林市
- 群馬県立館林美術館（日向町）
- 館林自動車教習所（高根町）
- つつじの住宅団地（高根町）
- 西山団地（高根町）
- 館林市立第八小学校（西高根町）
- 館林市立多々良中学校（西高根町）
- 館林市立第一小学校（代官町）
- 館林駅（東武伊勢崎線・佐野線・小泉線）（本町2丁目）
- 館林市立第二小学校（本町3丁目）